# Кужора
Кужора — река в России, протекает по территории Майкопского района Адыгеи. Устье реки находится в 17 км по левому берегу реки Сераль (Зераль). Длина реки составляет 31 км, площадь водосборного бассейна — 90,9 км².
У устья реки, по левому берегу, расположен Кужорский кирпичный завод.

## Данные водного реестра
По данным государственного водного реестра России относится к Кубанскому бассейновому округу, водохозяйственный участок реки — Лаба от впадения реки Чамлык и до устья. Речной бассейн реки — Кубань.